# Cathryn Damon
Cathryn Lee Damon (Seattle, 11 de setembro de 1930 - Los Angeles, 4 de maio de 1987) foi uma atriz estadunidense. Ela era mais conhecida por interpretar Mary Campbell na série de televisão Soap. O papel lhe rendeu um prêmio Emmy em 1980.